# Ольхово (Калужская область)
Ольхово — деревня в Жуковском районе Калужской области России. Входит в сельское поселение «Деревня Корсаково».

## Физико-географическая характеристика
Находится в северо-восточной части Калужской области, рядом с границей с Московской областью. Стоит на левом берегу Нары примерно в 2 км ниже моста через реку на автодороге А130. Рядом — населённые пункты Никольское, Орехово, Папино.

## История
23 октября 1941 года   части 312-й, 53-й, 17-й стрелковых дивизий вели бои на рубеже Ольхово – Гремячево. 201-я воздушно-десантная бригада  43-й армии начала отход за Нару. На  восточном берегу реки,  на рубеже Инино – Ольхово, оборонялись бойцы 10-й воздушно-десантной бригады .

## Население
| 2002 | 2010 |
| ---- | ---- |
| 5    | ↘1   |